# Polyclinum
Polyclinum is een geslacht uit de familie Polyclinidae en de orde Aplousobranchia uit de klasse der zakpijpen (Ascidiacea).

## Soorten
- Polyclinum arenosum (Sluiter, 1898)
- Polyclinum aurantium Milne Edwards, 1841
- Polyclinum campi Fortaleza & Lotufo, 2018
- Polyclinum cerebrale Michaelsen, 1924
- Polyclinum circulatum Jensen, 1980
- Polyclinum complanatum Herdman, 1899
- Polyclinum constellatum Savigny, 1816
- Polyclinum corbis Kott, 2003
- Polyclinum crater Sluiter, 1909
- Polyclinum festum Hartmeyer, 1905
- Polyclinum fungosum Herdman, 1886
- Polyclinum glabrum Sluiter, 1895
- Polyclinum hesperium Savigny, 1816
- Polyclinum hospitale Sluiter, 1909
- Polyclinum incrustatum Michaelsen, 1930
- Polyclinum isiacum Savigny, 1816
- Polyclinum isipingense Sluiter, 1898
- Polyclinum johnsoni Monniot C. & Monniot F., 1989
- Polyclinum lagena Monniot F. & Monniot C., 2006
- Polyclinum laxum Van Name, 1945
- Polyclinum macrophyllum Michaelsen, 1919
- Polyclinum madrasensis Sebastian, 1952
- Polyclinum maeandrium Sluiter, 1915
- Polyclinum marsupiale Kott, 1963

- Polyclinum meridianum Sluiter, 1900
- Polyclinum michaelseni Brewin, 1956
- Polyclinum molle Rocha & Costa, 2005
- Polyclinum neptunium Hartmeyer, 1912
- Polyclinum novaezelandiae Brewin, 1958
- Polyclinum nudum Kott, 1992
- Polyclinum orbitum Kott, 1992
- Polyclinum pedicellatum Monniot F., 2012
- Polyclinum planum (Ritter & Forsyth, 1917)
- Polyclinum psammiferum Hartmeyer, 1911
- Polyclinum pute Monniot C. & Monniot F., 1987
- Polyclinum reticulatum Sluiter, 1915
- Polyclinum sacceum Monniot F. & Monniot C., 2006
- Polyclinum saturnium Savigny, 1816
- Polyclinum sebastiani Brunetti, 2007
- Polyclinum sibiricum Redikorzev, 1907
- Polyclinum sluiteri Brewin, 1956
- Polyclinum sundaicum (Sluiter, 1909)
- Polyclinum tenuatum Kott, 1992
- Polyclinum terranum Kott, 1992
- Polyclinum tingens Monniot F., 2012
- Polyclinum tsutsuii Tokioka, 1954
- Polyclinum vasculosum Pizon, 1908

Nomen dubium
- Polyclinum clava Herdman, 1899
- Polyclinum fuscum Herdman, 1899
- Polyclinum nigrum Herdman, 1898 → Sigillina nigra (Herdman, 1899)
- Polyclinum prunum Herdman, 1898 → Synoicum prunum (Herdman, 1899)

Niet geaccepteerde soorten:
- Polyclinum adareanum Herdman, 1902 → 'Synoicum adareanum (Herdman, 1902)
- Polyclinum circumvolutum (Sluiter, 1900) → Aplidium circumvolutum (Sluiter, 1900)
- Polyclinum clavatum Oka, 1927 => Synoicum clavatum (Oka, 1927)
- Polyclinum cylindricum Quoy & Gaimard, 1834 → Clavelina cylindrica (Quoy & Gaimard, 1834)
- Polyclinum gelidus (Monniot F., 1987) → Aplidiopsis gelidus Monniot F., 1987
- Polyclinum giganteum Herdman, 1899 → Polycitor giganteus (Herdman, 1899)
- Polyclinum globosum Herdman, 1899 → Polycitor giganteus (Herdman, 1899)
- Polyclinum incertum Herdman, 1886 → Aplidium fuegiense (Cunningham, 1871)
- Polyclinum indicum Sebastian, 1954 → Polyclinum sebastiani Brunetti, 2007
- Polyclinum insulsum Sluiter, 1898 → Synoicum insulsum (Sluiter, 1898)
- Polyclinum mikropnous Sluiter, 1909 → Distaplia mikropnoa (Sluiter, 1909)
- Polyclinum molle Herdman, 1886 → Synoicum molle (Herdman, 1886)
- Polyclinum nigrum Herdman, 1899 → Sigillina nigra (Herdman, 1899)
- Polyclinum pannosum Ritter, 1899 → Aplidiopsis pannosum (Ritter, 1899)
- Polyclinum prunum Herdman, 1899 → Synoicum prunum (Herdman, 1899)
- Polyclinum pullum Sluiter, 1898 → Trididemnum savignii (Herdman, 1886)
- Polyclinum pyriformis Herdman, 1886 → Aplidiopsis pyriformis (Herdman, 1886)
- Polyclinum snamoti Oka, 1927 → Sidneioides snamoti (Oka, 1927)
- Polyclinum sphaeroides Hartmeyer, 1909 → Aplidiopsis pannosum (Ritter, 1899)
- Polyclinum succineum Alder & Hancock, 1912 → Aplidium turbinatum (Savigny, 1816)
- Polyclinum turbinatum Savigny, 1816 → Aplidium turbinatum (Savigny, 1816)